# 손홍팔 (1899년)
손홍팔(孫洪八, 일본식 이름: 永浦洪八, 1899년 4월 20일 ~ ?)은 일제강점기와 대한민국의 법조인이다.

## 생애
함경남도 북청군 출신으로 경성법학전문학교를 나온 그는 조선총독부 판사를 지냈다. 함흥지방법원 서기과에서 통역생으로 일한 것을 시작으로 1920년대에 함흥지방법원 원산지청 판사와 부산지방법원 진주지청 판사를 역임했다. 1928년을 기준으로 정7위에 서위되어 있었다.
이후 판사직을 사직하고 변호사를 개업하였다. 1928년에 조선청년총동맹 사건에서 무료로 변론을 맡아 도움을 준 일이 있다.
고향인 함경남도와 처가가 있는 경상남도 진주군에서 지역 유지로 활동했다. 진주지구 호법회장과 소년보호단 단장을 지냈으며, 교육 사업에 관심을 보여 북청학교와 용연학교를 설립하기도 했다. 함경남도 함흥부에서 함흥부회 부회의원을 지냈다.
가수 남인수에게는 자형이 된다. 복잡한 가정사를 가진 남인수에게는 아버지가 다르고 어머니가 같은 누나들이 있었는데, 손홍팔은 이 누나 중 한 명과 결혼했다. 이런 인연으로 남인수가 한국 전쟁 후 진주에서 운영하던 진주당구장을 인수해 경영하기도 했다.
2008년 민족문제연구소가 발표한 친일인명사전 수록예정자 명단 사법 부문에 선정되었다.

## 참고 자료
- 손홍팔(孫洪八) - 국사편찬위원회